# Pteris muricata
Pteris muricata är en kantbräkenväxtart som beskrevs av William Jackson Hooker. Pteris muricata ingår i släktet Pteris och familjen Pteridaceae. Inga underarter finns listade.